# Loud (Ријанин албум)
Loud је Ријанин шести студијски албум издат за издавачку кућу Деф Џем 12. новембра 2010. године. Овај албум је постао њен други најуспешнији албум са продатих око 6 милиона примерака широм света, одмах иза албума . У САД је продат у преко милион примерака, а у Уједињеном Краљевству је био 4. најпродаванији албум 2010. године продат је у преко 1,8 милиона копија..
Са албума су се издвојили велики интернационални хитови као што су Only Girl (In the World), What's My Name?, S&M, California King Bed.

## Позадина
Након случаја насиља у породици између Ријане и њеног дечка, америчког забављача Криса Брауна, медији су спекулисали да ли ће иједна песма на њеном четвртом студијском албуму бити о њему. Албум је објављен у новембру 2009, под називом Rated R — првенствено поп и R&B албум, са елементима хип хопа, рока и денсхола. Rated R је био комерцијално успешан и на њему се налази шест синглова, укључујући и међународни хит, „Rude Boy”. Шест месеци након што је објавила четврти, Ријана је почела да планира пети студијски албум, обећавајући да ће њен нов материјал бити „енергичнији” од њених претходних радова.
Тор Ерик Хермансен, члан продукцијског тима Stargate, је рекао „Ријана је дошла код нас пре него што смо почели да снимамо „Only Girl (In the World)” и рекла је „Осећам се сјајно у вези себе. Желим да се вратим забави, желим да стварам срећне записе са живахним темпом”.” Шон Гарет је упоредио звук нових нумера са њеним претходним хитовима „Umbrella” и „Rude Boy”. У интервјуу за MTV UK, потпредседник Def Jam Recordings-a је упоредио Ријанин предстојећи албум са албумом Thriller Мајкла Џексона рекавши, „Ријана се одлично сналази. Покушавам да је одгурам тамо где ће јој свака песма бити хит од броја један до 12. Говорим о албуму који неће садржати песме које су ту само да попуне место. Наш циљ за овај албум је дело попут Thriller-a Мајкла Џексона.”

## Списак песама
1. S&M – 4:04
2. What's My Name? (feat. Drake) – 4:24
3. Cheers (Drink To That) – 4:22
4. Fading – 3:20
5. Only Girl (In the World) – 3:55
6. California King Bed – 4:12
7. Man Down – 4:27
8. Raining Men (feat. Nicki Minaj) – 3:45
9. Complicated – 4:18
10. Skin – 5:04
11. Love The Way You Lie Part 2 (feat. Eminem) – 4:56